# Langsamflug
Langsamflug bezeichnet eine Fluggeschwindigkeit nahe der Abrissgeschwindigkeit.
Unter den Langsamflugeigenschaften eines Flugzeuges werden im Allgemeinen Eigenschaften wie Abrissverhalten, Abkippverhalten, Steuerbarkeit oder die Reaktion auf die Bewegungen der Steuerflächen zusammengefasst. Dazu kann auch das Horizontbild zählen oder die Geräuschkulisse im Cockpit. Bei rein mechanischen Steuerungen, wie sie in Segelflugzeugen und anderen Kleinflugzeugen eingesetzt werden, nehmen die Steuerkräfte durch den verringerten Druck auf die Steuerflächen ab.
Dabei versteht man unter dem Abrissverhalten, wie das Flugzeug bei einem Strömungsabriss reagiert. Ganz ähnlich das Abkippverhalten, das meist eine Folge des Strömungsabrisses ist. Reißt die Strömung an einem Flügel ab, kippt das Flugzeug über diesen Flügel nach unten ab. In der Folge beschreibt das Flugzeug meist eine Steilspirale oder eine Trudelbewegung.
Die Steuerbarkeit eines Flugzeugs nahe seiner Abrissgeschwindigkeit ist reduziert. Oft hat der Versuch, die Querneigung des Flugzeugs mit den Querrudern zu korrigieren, ein Abkippen zur Folge, weil zwangsläufig ein Querruder nach oben ausschlägt, das andere nach unten. Dabei erhöht das nach unten ausschlagende Querruder die Wölbung des Profils, der Auftriebsbeiwert nimmt zu. Die Geschwindigkeit reicht jedoch nicht mehr aus, um den damit einhergehenden erhöhten Auftrieb aufrechtzuerhalten, und ein Abkippen ist die Folge. Um bei Segelflugzeugen das Abkippen zu vermeiden, wird in der Ausbildung gelehrt, auch die Querlage ausschließlich mit dem Seitenruder zu kontrollieren.
Die Langsamflugeigenschaften sind für jedes Flugzeug anders und hängen auch vom Beladungszustand (Schwerpunktlage und Flächenbelastung) ab. Das bedeutet, dass ein Flugzeug bei hinterer Schwerpunktlage andere Langsamflugeigenschaften hat als bei vorderer Schwerpunktlage. Im Bereich dieser Geschwindigkeit ist erhöhte Aufmerksamkeit des Piloten gefordert, weil sich hier die Reaktionen des Flugzeugs auf die Steuerbefehle gegenüber dem Normal- oder Schnellflug ändern.